# Giêng
Le Giêng (autrefois Culaogieng; en vietnamien: cù lao Giêng) est une zone géographique du delta du Mékong formée en île par un bras septentrional du Mékong, le fleuve Antérieur. Elle mesure 12 kilomètres de longueur sur 7 kilomètres de largeur, pour une superficie de 57 km2.

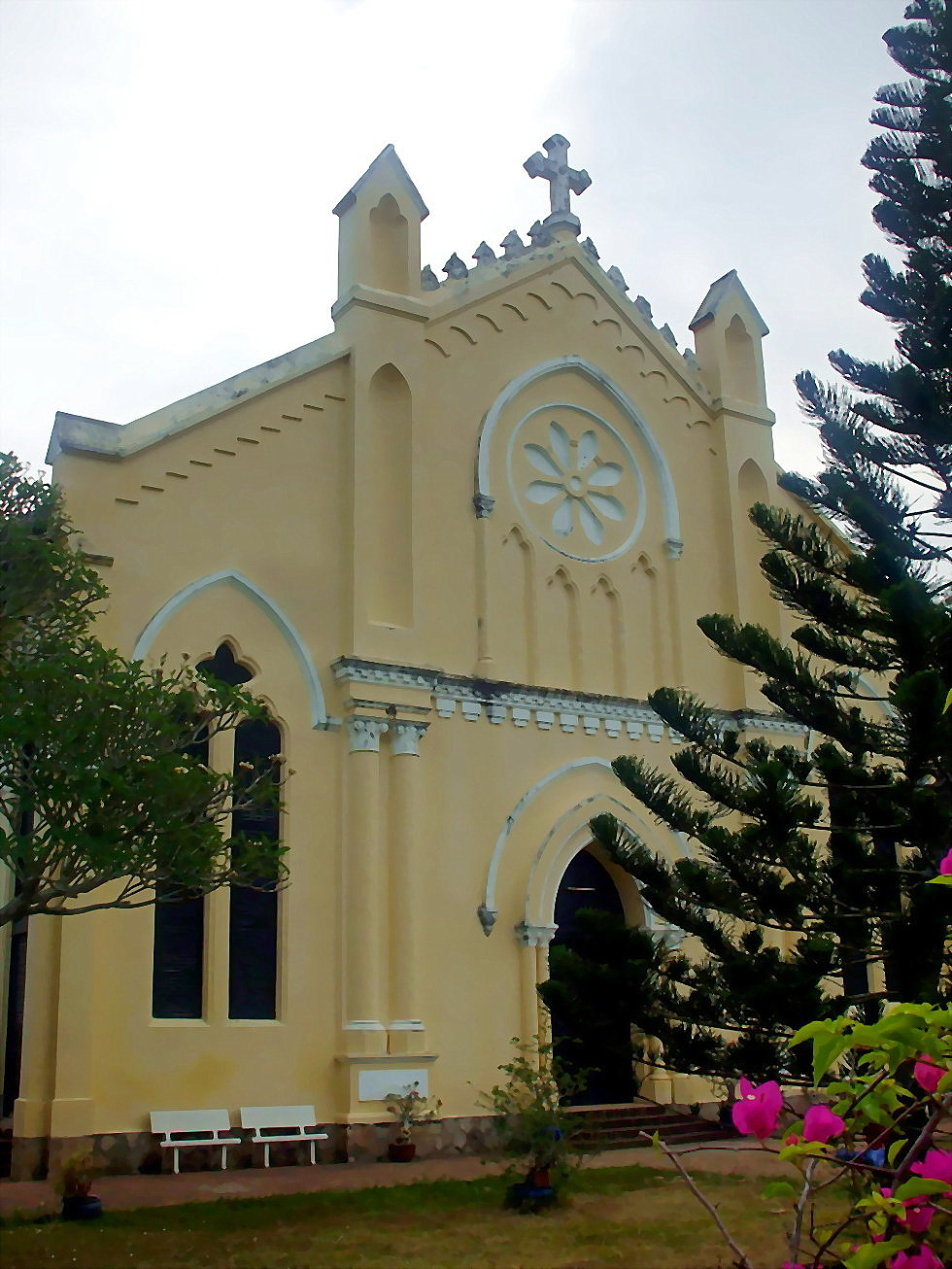
Façade de l'église Saint-François

Elle fait partie du district de Chợ Mới dans la province d'An Giang. On y trouve les communes rurales (en vietnamien: xã) de Bình Phước Xuân, de Mỹ Hiệp et de Tân Mỹ (où se trouve à Đầu Nước, une église construite par les Français en 1879-1889).
L'île est renommée pour ses lieux prisés des touristes. Christianisée par les Français depuis le XVIIIe siècle, elle possède plusieurs églises anciennes.